# NGC 2842
NGC 2842 is een balkspiraalstelsel in het sterrenbeeld Kiel. Het hemelobject werd op 8 maart 1836 ontdekt door de Britse astronoom John Herschel.

## Synoniemen
- ESO 91-4
- FAIR 282
- IRAS 09144-6251
- PGC 26114